# Acrasida
Acrasiales
Ordre
Les Acrasida (CINZ) ou Acrasiales (CIN) sont un ordre de protistes du groupe des Discoba.
Ils faisaient historiquement partie des myxomycètes au sens large, et étaient étudiés comme tels par les mycologues. L'ancienne division des Acrasiomycota, qui contenait aussi d'autres groupes comme les dictyostélides, s'est avérée complètement polyphylétique.

## Liste des familles
Selon BioLib (5 juillet 2020) :
- famille des Acrasiaceae Poche, 1913
- famille des Gruberellidae Page & Blanton, 1985
- famille des Guttulinopsidae L. Olive, 1970

Selon NCBI (5 juillet 2020) :
- famille des Guttulinaceae Zopf ex Berl. 1888

Selon World Register of Marine Species (5 juillet 2020) :
- famille des Acrasida incertae sedis
- famille des Guttulinopsidae

### Acrasida
- (en) BioLib : Acrasida Schröter, 1886 (consulté le 5 juillet 2020)
- (en) Index Fungorum : Acrasida J. Schröt. 1886 (consulté le 5 juillet 2020)
- (en) MycoBank : Acrasida J. Schröt. (consulté le 5 juillet 2020)
- (en) NCBI : Acrasida (taxons inclus) (consulté le 5 juillet 2020)
- (en) Tree of Life Web Project : Acrasida (consulté le 5 juillet 2020)
- (en) WoRMS : Acrasida (+ liste familles + liste genres) (consulté le 5 juillet 2020)

### Acrasiales
- (en) Index Fungorum : Acrasiales Tiegh. ex J. Schröt. 1886 (consulté le 5 juillet 2020)
- (fr + en) ITIS : Acrasiales (consulté le 5 juillet 2020)